# Frank Farina
Frank Farina (Darwin, 5 september 1964) is een Australisch voetbalcoach en voormalig profvoetballer.

## Clubcarrière
In eigen land speelde Farina in de jaren tachtig voor Canberra Arrows, Sydney City Hakoah en Marconi Fairfield in de National Soccer League. In 1988 ontving hij de eerste prijs voor Oceanisch Voetballer van het Jaar. In 1989 vertrok Farina naar Europa om bij Club Brugge te gaan spelen. In het seizoen 1989/1990 werd hij met 24 goals topscorer van de Belgische Eerste Klasse. Na zijn tijd bij Club Brugge stond Farina onder contract bij het Engelse Notts County FC, het Italiaanse AS Bari en de Franse clubs RC Strasbourg en Lille OSC. In 1996 keerde Farina terug naar Australië en werd speler-coach bij Brisbane Strikers. In 1997 won hij de NSL-titel.

## Interlandcarrière
Farina speelde tussen 1984 en 1995 in totaal 37 interlands voor het Australisch nationaal elftal, waarin hij tien doelpunten maakte. Hij maakte zijn debuut op 14 oktober 1984 in de wedstrijd tegen Indonesië (2-1), waarin hij één keer scoorde. Farina nam met zijn vaderland deel aan de Olympische Spelen van 1988 in Zuid-Korea. Daar scoorde hij onder meer in het duel tegen Joegoslavië (1-0).

## Trainerscarrière
In augustus 1999 werd Farina bondscoach van Australië. In juni 2005 nam hij ontslag, nadat Australië teleurstellend had gepresteerd op de Confederations Cup 2005 in Duitsland. Hij werd opgevolgd door de Nederlander Guus Hiddink. In 2006 werd Farina aangesteld als trainer van Queensland Roar waar hij in 2009 vertrok. Sinds 2011 is hij bondscoach van Papoea-Nieuw-Guinea, sinds 28 november 2012 nam hij daar ook Sydney FC bij. Op 23 april 2014 werd hij daar ontslagen in verband met tegenvallende resultaten.